# Clarence E. Miller

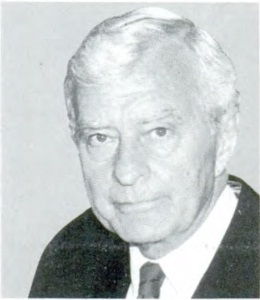
Clarence E. Miller (1991)

Clarence Ellsworth Miller Jr.  (* 1. November 1917 in Lancaster, Ohio; † 2. August 2011 ebenda) war ein US-amerikanischer Politiker. Zwischen 1967 und 1993 vertrat er den Bundesstaat Ohio im US-Repräsentantenhaus.

## Leben
Clarence Miller besuchte die öffentlichen Schulen seiner Heimat und arbeitete danach als Elektriker. Gleichzeitig schlug er als Mitglied der Republikanischen Partei eine politische Laufbahn ein. In den Jahren 1957 und 1961 wurde er in den Stadtrat von Lancaster gewählt. Von 1963 bis 1965 war er Bürgermeister dieser Stadt. Während dieser Zeit gehörte er dem Nationalen Städtetag (National League of Cities) und dem entsprechenden Gremium auf Staatsebene an. Außerdem war er Vorstandsmitglied der Bürgermeistervereinigung von Ohio.
Bei den Kongresswahlen des Jahres 1966 wurde Miller im zehnten Wahlbezirk von Ohio in das US-Repräsentantenhaus in Washington, D.C. gewählt, wo er am 3. Januar 1967 die Nachfolge des Demokraten Walter H. Moeller antrat. Nach zwölf Wiederwahlen konnte er bis zum 3. Januar 1993 insgesamt 13 Legislaturperioden im Kongress absolvieren. In diese Zeit fielen unter anderem der Vietnamkrieg, das Ende der Bürgerrechtsbewegung und im Jahr 1974 die Watergate-Affäre. 1992 verlor Miller in den Vorwahlen seiner Partei gegen Bob McEwen und verfehlte damit die Nominierung zur erneuten Wiederwahl. Er starb am 2. August 2011 in Lancaster, wo er auch beigesetzt wurde. Mit seiner 1987 verstorbenen Frau Helen Brown hatte er zwei Kinder.